# Overdrachtsbetaling
In de economie is een overdrachtsbetaling (ook wel transferbetaling) een herverdeling van inkomen in het marktsysteem. 
Deze betalingen worden beschouwd als uitputtend, omdat zij niet rechtstreeks productiefactoren absorberen of output creëren. Met andere woorden er vindt overdracht van gelden plaats zonder enige uitwisseling van goederen of diensten.
Voorbeelden van een zekere overdrachtsbetalingen zijn uitkeringen, sociale zekerheid, maar ook subsidies voor bepaalde bedrijven. 